# Mexia
Mexia is een plaats (city) in de Amerikaanse staat Texas, en valt bestuurlijk gezien onder Limestone County.

## Geschiedenis
In 1833 kreeg de familie Mexía een stuk land toegewezen op de plek waar zich nu de plaats Mexia bevindt. De Houston and Texas Central Townsite Company zorgde in 1870 voor een stadsplanning en gaf in 1871 nieuwe percelen uit. Tevens had de Houston and Texas Central Railway een spoorlijn aangeled van Hearne naar Groesbeck, waarmee Mexia aan de lijn kwam te liggen. In 1872 werd een postkantoor opgericht. Een jaar later kreeg Mexia zijn eerste formele bestuur.

## Demografie
Bij de volkstelling in 2000 werd het aantal inwoners vastgesteld op 6563.
In 2006 is het aantal inwoners door het United States Census Bureau geschat op 6708, een stijging van 145 (2,2%).

## Geografie
Volgens het United States Census Bureau beslaat de plaats een oppervlakte van
13,3 km², geheel bestaande uit land. Mexia ligt op ongeveer 156 m boven zeeniveau.

## Plaatsen in de nabije omgeving
De onderstaande figuur toont nabijgelegen plaatsen in een straal van 20 km rond Mexia.

## Geboren
- Allen Stanford (1950), bankier en fraudeur